# Jordi Castells Guasch
Jordi Castells Guasch (Valls, 28 de junio del 1952) es un perito mercantil y político catalán, exalcalde de Valls y diputado al Parlamento de Cataluña en  la VII legislatura.

## Biografía
Trabajó durante veinte años en la empresa Industrias Metalúrgicas SA, en la que ocupó varios cargos de responsabilidad. Entró a militar en el PSAN en 1971 y fue uno de los fundadores de la Asamblea de Cataluña en la comarca del Alto Campo. Después pasó a Nacionalistas de Esquerra y más tarde pasó a Esquerra Republicana en 1987, con motivo de la Crida Nacional.
Ha sido alcalde de Valls por Esquerra Republicana desde el 1995 hasta el 2001 y regidor hasta el 2004, año en que pasó a ser diputado en el Parlamento de Cataluña en sustitución de Marta Cid que había sido nombrada consejera de Educación. Ha sido uno de los impulsores de los semanarios Mestral y El Pati, del cual fue secretario del consejo de administración durante más de doce años.